# Kankan (prefectura de Guinea)
Kankan es una prefectura de la región de Kankan de Guinea, con una población censada en marzo de 2014 de 473 359 habitantes. Está formada por las siguientes subprefecturas, que igualmente se muestran con población censada en marzo de 2014:
- Balandougou 26,371
- Bate-Nafadji 48,278
- Boula 15,699
- Gbérédou-Baranama 17,770
- Kankan 194,671
- Karifamoriyah 24,785
- Koumban 21,145
- Mamouroudou 14,696
- Missamana 17,962
- Moribayah 14,385
- Sabadou-Baranama 23,244
- Tinti-Oulen 21,488
- Tokounou 32,865[1]